# Irazú
Irazú (indijan. Iaracu) - vulkan visok 3432 metara, nalazi se središnjem dijelu zemlje ujedno i najviši vulkan u Kostarici. Ime znači brdo koje grmi. Pripada vulkanima s kiselastim jezerom, koje je zelene boje.
Posljednja erupcija je zabilježena 1994. godine jačinom 2.

## Zanimljivosti
S vrha vulkana se vide oba dva oceana; Pacifik i Atlantik.